# Agustín Creevy
Agustín Creevy (15. března 1985, La Plata) je argentinský ragbista, který hraje jako mlynář za italský tým Benneton.
V letech 2005 až 2024 odehrál za argentinskou reprezentaci 110 zápasů a v 51 případech ji vedl jako kapitán. Byl hráčem, co za Argentinu odehrál nejvíce zápasů, než ho v červenci 2025 překonal Pablo Matera. Je hráčem, co byl kapitánem své země v nejvíce případech. V srpnu 2023 jako první Argentinec odehrál 100 zápasů za svou zemi. Zúčastnil se 4 světových šampionátů.
V roce 2015 zvítězil s klubem Worcester ve druhé anglické lize a postoupil s ním do nejvyšší soutěže. V roce 2019 se stal poraženým finalistou v Super Rugby za argentinský tým Jaguares.